# Luce Daniels
Pour les articles homonymes, voir Daniels et Luce.
Luce Daniels dite Luce, née le 15 novembre 1933 à Etterbeek (région de Bruxelles-Capitale) et morte en 2020, est une coloriste de bande dessinée, peintre et céramiste belge francophone.

## Biographie
Luce Daniels naît le 15 novembre 1933 à Etterbeek, une commune bruxelloise,,. Ayant terminé des humanités classiques, elle se lance dans l'aquarelle.

### Coloriste de bande dessinée
Dès 1957, elle devient la collaboratrice d'Édouard Aidans qu'elle épousera et réalise les couleurs de pratiquement toutes ses séries dont Tounga, Les Franval, Les Panthères, Gourh le ba-lourh ou encore Tony Stark. Dans les années 1950, elle réalise aussi du lettrage et de l'encrage. Au début des années 1970, Michel Greg alors rédacteur en chef du Journal Tintin, lui demande de réaliser des mises en couleurs pour des auteurs des Éditions du Lombard, parmi les premiers figure le dessinateur espagnol Carlos Gimenez pour sa série de science-fiction Dani Futuro. À cette époque, elle sera d'ailleurs une des premières coloristes indépendantes. Il s'ensuit de nombreuses collaborations et elle travaille également pour d'autres maisons d'édition : Dargaud, Claude Lefrancq, Dupuis, Blake et Mortimer, Glénat parmi d'autres. La réédition accompagnée de nouvelles mises en couleurs de deux albums de la série Blake et Mortimer, lui font faire la rencontre marquante en la personne de son créateur : Edgar P. Jacobs. Ses plus fructueuses collaborations s'établissent avec Aidans, Bédu de 1992 à 1996, René Follet de 1986 à 1996 pour ses séries Edmund Bell, Daddy, le second tome d'Ikar ou Les Autos de l'aventure pour le compte de Citroën. Enfin avec Sidney, elle travaille sur la série Julie, Claire, Cécile de 1997 à 2004.
Depuis 1982, elle s'est établie dans la campagne cinacienne et consacre son temps libre à la peinture à l'acrylique ainsi qu'à la sculpture sur terre.

### Céramiste

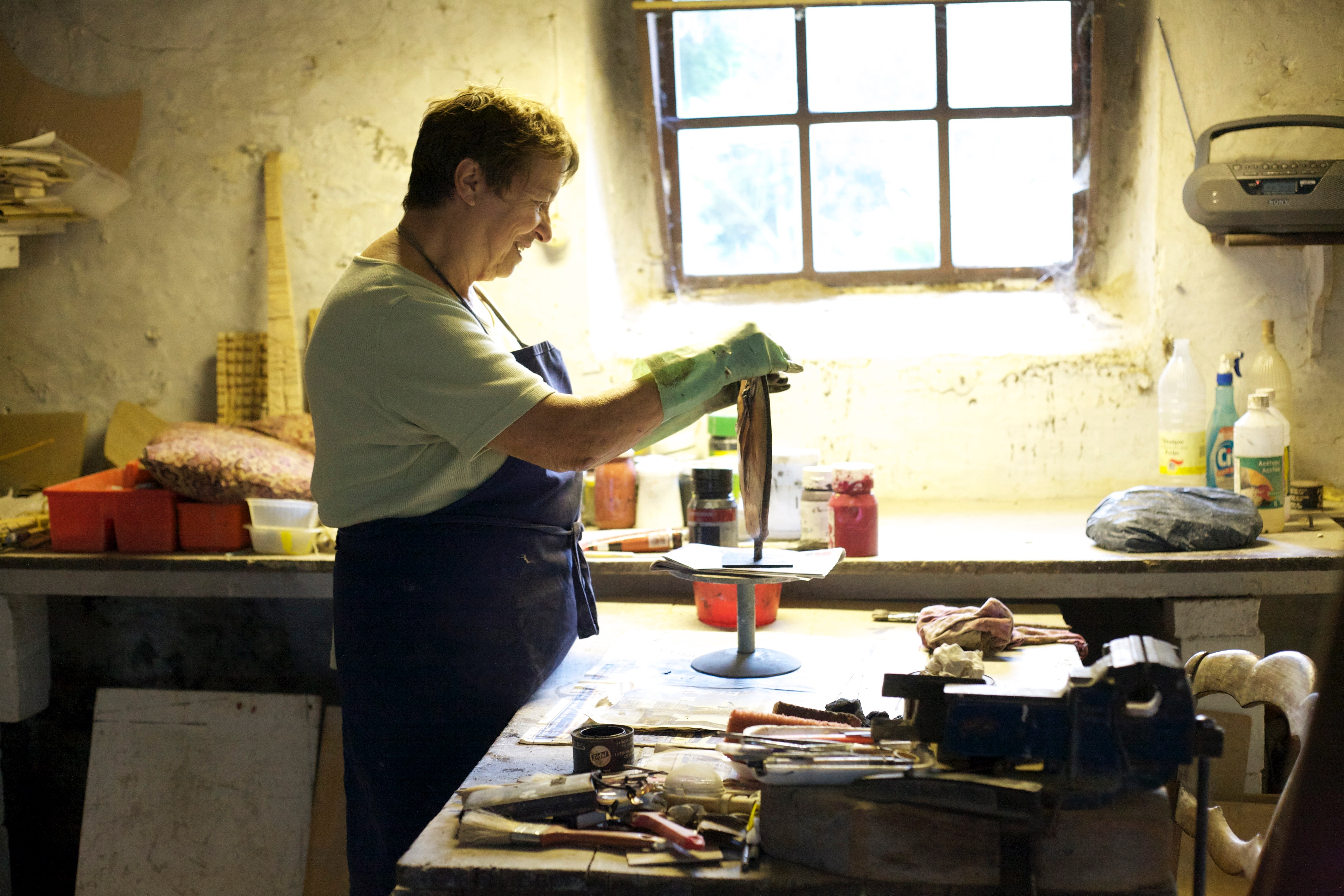
Luce Daniels dans son atelier en 2012.

Elle a été formée à la sculpture et à la céramique aux beaux-arts de Namur et de Tamines. « Elle est fascinée par la terre, et ce qui l'habite. Dans ses œuvres, l'humain, dans une recherche d'équilibre, est bien présent, même dans l'abstraction. »

### Mort
Elle meurt en 2020.

### Vie privée
Elle est la veuve du sculpteur Jean Willame et résidait à Natoye où elle avait son atelier.

## Publications

### En revues et journaux
- Dans Achille Talon magazine[9] no 1 en 1975 ;
- Dans Tintin[10] des nos 2 à 17 en 1976.
- Dans Hello Bédé[11] des nos 20-30 en 1990 ;
- Dans Spirou[3] des nos 2848-2851 en 1992.

### Expositions collectives
- Biennale internationale d'art céramique[12], Belgique, 2001 ;
- Château de Lavaux-Sainte-Anne dans le cadre du premier Festival d'Art[13] en 2011;
- Espace Polyvalent d’Arbre, les 19, 20 et 26, 27 septembre 2020[5],[14].